# Dan Cage
Daniel Robert "Dan" Cage (5 de enero de 1985, Indianápolis), es un jugador de baloncesto profesional de nacionalidad estadounidense con pasaporte italiano.

## Biografía
Se formó como jugador en las filas del instituto Bishop Chatard de su ciudad natal, de donde pasó a jugar en la NCAA en la Universidad de Vanderbilt en la que fue designado cocapitán del equipo en su último año en la misma (2006/07) en la que promedió 11,2 puntos y 3,3 rebotes por partido.
La temporada 2007/08 se decide a dar el salto a Europa y ficha por el TBB Trier de la Bundesliga alemana, equipo en el que promedió 8,7 tantos por encuentro.
Tras iniciar la temporada 2008/09 en las filas del JSF Nanterre de la ProB de Francia, en noviembre de 2008 llega a España para incorporarse a los entrenamientos del Socas Canarias de la liga LEB Oro, aunque antes de llegar a debutar con el equipo insular, recibe una oferta del Cáceres 2016 Basket de la misma categoría, club con el que firma en principio un contrato temporal de 3 meses para sustituir al cortado César Bravo. y con el que finalmente acaba renovando hasta final de temporada.
En el verano de 2009 alcanza un acuerdo con el Socas Canarias, conjunto con el que ya había estado a prueba hacía unos meses para formar parte de la plantilla de la temporada 2009/10 de dicho equipo.